# Laevicirce hongkongensis
Laevicirce hongkongensis is een tweekleppigensoort uit de familie van de Veneridae. De wetenschappelijke naam van de soort is voor het eerst geldig gepubliceerd in 1992 door Jiang & Xu.